# Semiangusta
Semiangusta is een kevergeslacht uit de familie van de boktorren (Cerambycidae). De wetenschappelijke naam van het geslacht werd voor het eerst geldig gepubliceerd in 1892 door Pic.

## Soorten
Semiangusta omvat de volgende soorten:
- Semiangusta ambrusi Danilevsky, 2012
- Semiangusta delagrangei (Pic, 1891)
- Semiangusta katarinae (Holzschuh, 1974)
- Semiangusta rebbeccae Sama & Rejzek, 2002